# 维拉克 (多尔多涅省)
维拉克（法語：Villac）是法国多尔多涅省的一个市镇，属于萨拉拉卡内达区（Sarlat-la-Canéda）泰尔拉松拉维莱迪厄县（Terrasson-Lavilledieu）。该市镇总面积20.61平方公里，2009年时的人口为236人。

## 人口
维拉克人口变化图示